# Saint-Gor
Saint-Gor is een gemeente in het Franse departement Landes (regio Nouvelle-Aquitaine) en telt 251 inwoners (2005). De plaats maakt deel uit van het arrondissement Mont-de-Marsan.

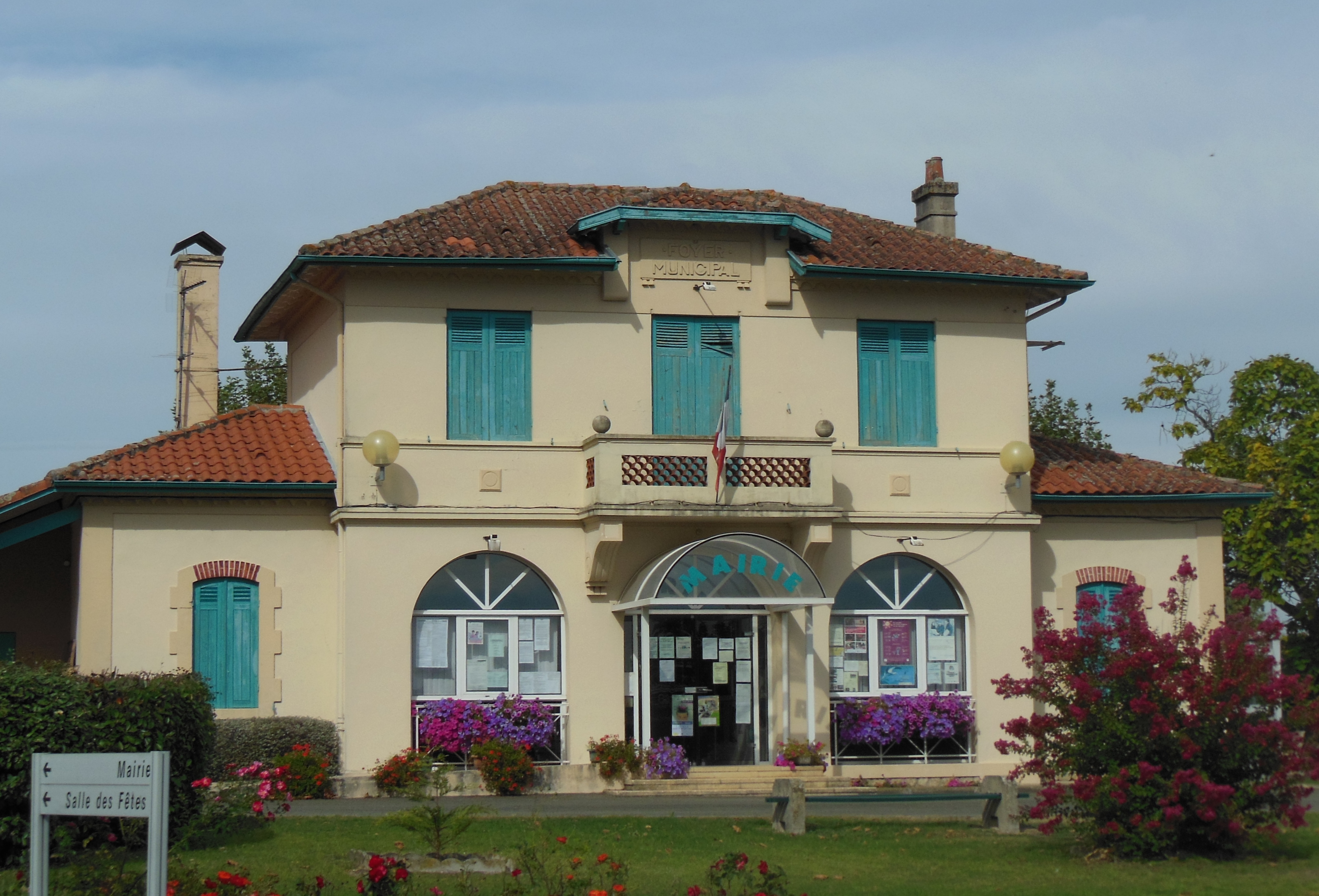
Gemeentehuis
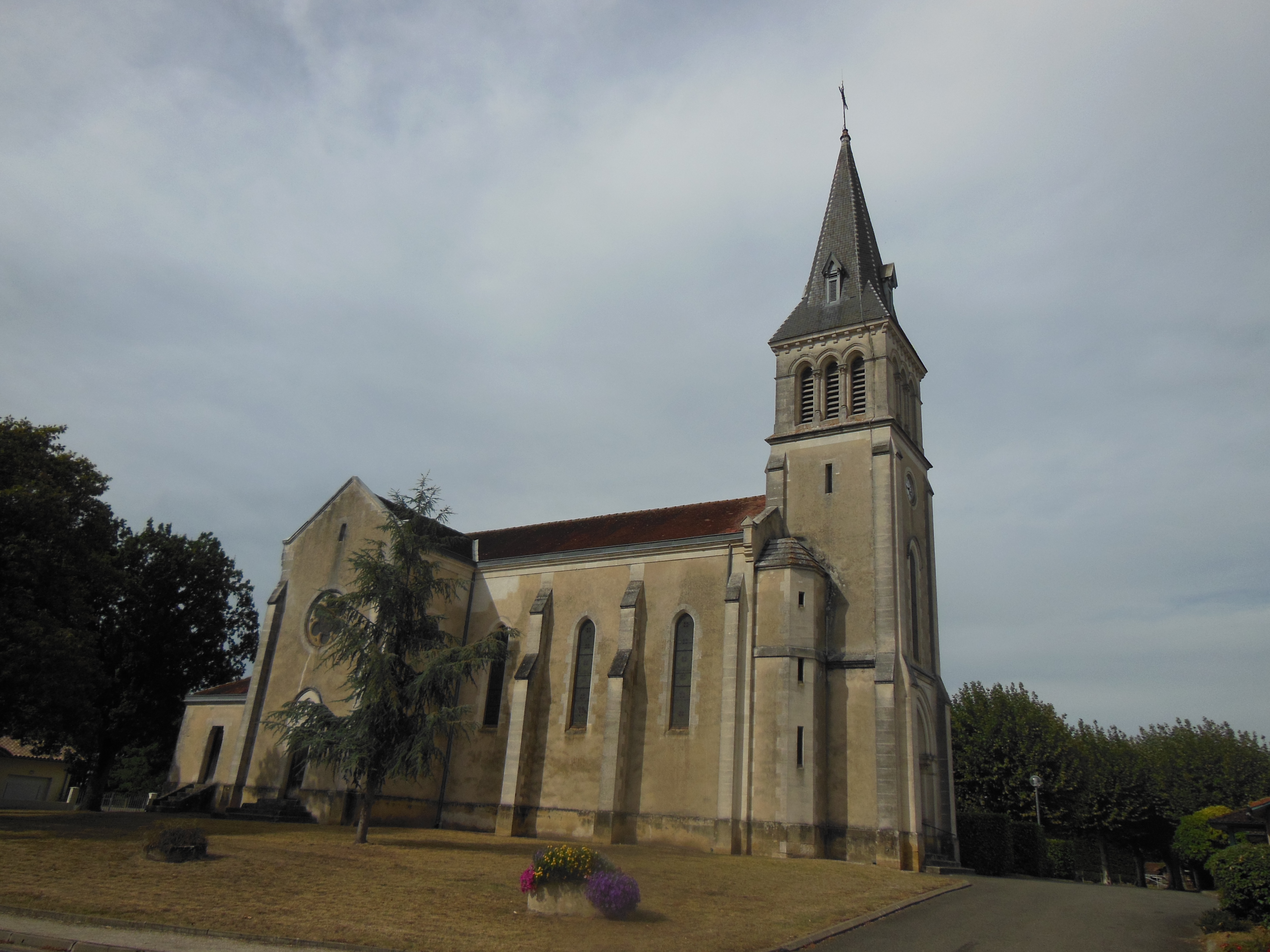
Kerk van Saint-Gor

## Geografie
De oppervlakte van Saint-Gor bedraagt 60,3 km², de bevolkingsdichtheid is 4,2 inwoners per km².
De onderstaande kaart toont de ligging van Saint-Gor met de belangrijkste infrastructuur en aangrenzende gemeenten.

## Demografie
Onderstaande figuur toont het verloop van het inwonertal (bron: INSEE-tellingen).